# Petrókovo
Petrókovo (en rus: Петроково) és un poble de l'óblast de Vladímir, a Rússia, segons el cens del 2010 tenia 259 habitants. Pertany al districte municipal de Múrom.